# Y Not
Y Not é o décimo quinto álbum de estúdio de Ringo Starr, lançado dia 12 de janeiro de 2010, nos estúdios da Universal. Além do dueto com Paul McCartney, Walk With You, o álbum conta também com colaborações de Joe Walsh, Joss Stone, Van Dyke Parks, Ben Harper e Richard Marx.
O álbum ficou na posição de número 58 da Billboard, com mais de 300 mil cópias vendidas nos Estados Unidos durante a primeira semana de lançamento. Em Fevereiro de 2010, o álbum já havia vendido mais de 500 mil em todo o mundo.

## Faixas
| N.º | Título                                      | Compositor(es)                     | Duração |  |
| 1.  | "Fill in the Blanks"                        | Richard Starkey/Joe Walsh          | 3:14    |  |
| 2.  | "Peace Dream"                               | Starkey/Gary Wright/Gary Nicholson | 3:34    |  |
| 3.  | "The Other Side of Liverpool"               | Starkey/Dave Stewart               | 3:23    |  |
| 4.  | "Walk With You" (Com Paul McCartney)        | Starkey/Van Dyke Parks             | 4:42    |  |
| 5.  | "Time"                                      | Starkey/Stewart                    | 3:49    |  |
| 6.  | "Everyone Wins" (um cover original de 1992) | Starkey/Johnny Warman              | 3:54    |  |
| 7.  | "Mystery of the Night"                      | Starkey/Richard Marx               | 4:05    |  |
| 8.  | "Can't Do It Wrong"                         | Starkey/Gary Burr                  | 3:45    |  |
| 9.  | "Y Not"                                     | Starkey/Glen Ballard               | 3:49    |  |
| 10. | "Who's Your Daddy"                          | Starkey/Stone                      | 2:29    |  |

## Músicos
- Ringo Starr – Vocal principal, bateria, teclado, Piano, Vocais de Apoio, Percussão
- Steve Dudas – Guitarra
- Benmont Tench – Órgão, Piano
- Michael Bradford – Baixo
- Bruce Sugar – Engenheiro de som, Co-produtor, Teclado
- Keith Allison – Guitarra, Vocais de apoio

### Convidados
- Don Was – Baixo ("Who's Your Daddy"), Contrabaixo ("Can't Do it Wrong")
- Joe Walsh – Guitarra ("Fill in the Blanks", "Peace Dream" e "Everyone Wins"), Baixo, Vocais de apoio ("Fill in the Blanks")
- Dave Stewart – Guitarra ("The Other Side of Liverpool" e "Time")
- Paul McCartney – Baixo ("Peace Dream"), Segunda Voz ("Walk With You")
- Billy Squier – Guitarra ("The Other Side of Liverpool" e "Can't Do it Wrong")
- Edgar Winter – Trompa ("Can't Do it Wrong"), Saxofone ("Who's Your Daddy"), Vocais de apoio ("Peace Dream" e "Everyone Wins")
- Joss Stone – Vocais principais ("Who's Your Daddy")
- Ben Harper – Vocais de apoio ("Peace Dream")
- Richard Marx – Vocais de apoio ("Mystery of the Night")
- Ann Marie Calhoun – Violino ("The Other Side of Liverpool", "Walk With You" e "Time")
- Tina Sugandh – Tabla ("Y Not")
- Cindy Gomez – Vocais de apoio ("The Other Side of Liverpool" e "Time")